# Igor González de Galdeano
Igor González de Galdeano Aranzabal (Vitoria, 1º novembre 1973) è un dirigente sportivo ed ex ciclista su strada spagnolo di origine basca, professionista su strada dal 1995 al 2005.

## Carriera
Passa professionista nella stagione 1995 con la squadra ciclistica basca Euskadi, correndovi fino al 1998. Nel 1999 si trasferisce alla Vitalicio Seguros: in quello stesso anno vince due tappe della Vuelta a España classificandosi secondo nella graduatoria finale dietro Jan Ullrich.
Nel 2001 è passato alla ONCE, arrivando quinto al Tour de France e vincendo il prologo di Saragozza alla Vuelta a España alla media oraria di circa 56 km/h. Nel 2002, sempre alla ONCE, ha vestito per una settimana la maglia gialla al Tour de France conseguendo poi un altro quinto posto nella classifica generale. Nello stesso anno è stato anche campione nazionale a cronometro.
Nel 2003 è giunto quarto nella Vuelta a España. È rimasto nel team diretto da Manolo Saiz fino al 2005, anno del ritiro dall'attività.
A partire dal 2006 e fino al 2013 ha ricoperto il ruolo di direttore tecnico nell'Euskaltel-Euskadi, la squadra con cui è passato professionista.

## Palmarès
- 1997 (Euskadi, una vittoria)

4ª tappa Vuelta a los Valles Mineros
- 1998 (Euskaltel, una vittoria)

Clásica de Sabiñánigo
- 1999 (Vitalicio, tre vittorie)

5ª tappa Tirreno-Adriatico (Paglieta > Torricella Sicura)
Prologo Vuelta a España (Murcia, cronometro)
12ª tappa Vuelta a España (Sort > Arcalís)
- 2001 (ONCE, quattro vittorie)

4ª tappa Grand Prix Mosqueteiros-Rota do Marquês
Classifica generale Grand Prix Mosqueteiros-Rota do Marquês
3ª tappa Vuelta a Asturias
9ª tappa Vuelta a España (Logroño > Saragozza)
- 2002 (ONCE, tre vittorie)

4ª tappa Grand Prix du Midi Libre
Classifica generale Giro di Germania
Campionati spagnoli, prova a cronometro

### Altri successi
- 2003 (ONCE-Eroski)

1ª tappa Vuelta a España (Gijón > Gijón, cronosquadre)

## Piazzamenti

### Grandi Giri
- Tour de France

2001: 5º
2002: 5º
2004: 44º
2005: ritirato (9ª tappa)
- Vuelta a España

1996: 106º
1997: 42º
1998: non partito (10ª tappa)
1999: 2º
2000: ritirato (16ª tappa)
2001: ritirato (15ª tappa)
2002: ritirato (14ª tappa)
2003: 4º
2004: 96º
2005: 89º

### Classiche monumento
- Milano-Sanremo

1999: 86º
2002: 85º
2004: 116º

### Competizioni mondiali
- Campionati del mondo

San Sebastian 1999 - In linea Elite: ritirato
Zolder 2002 - Cronometro Elite: 3º
Hamilton 2003 - In linea Elite: ritirato
Hamilton 2003 - Cronometro Elite: ritirato
- Giochi olimpici

Atene 2004 - In linea: ritirato
Atene 2004 - Cronometro: 9º